# Robert Reboul
Robert Reboul (Parigi, 24 luglio 1893 – Parigi, 22 gennaio 1969) è stato un ciclista su strada belga, professionista dal 1921 al 1927.

## Carriera
Professionista dal 1921 al 1926, si distinse vincendo una Parigi-Bruxelles e una Parigi-Reims. Al Tour de France del 1923 si ritirò nella terza tappa, in seguito ad una caduta.

## Palmares

### Strada
- 1921

Parigi-Bruxelles
Parigi-Reims
Giro dello Champagne
Giro dell'Auvernie
- 1923

Tours-Bourdeaux
- 1925

 Circuit des Charentes

## Piazzamenti

### Classiche monumento
- Giro delle Fiandre

1923: 29º
- Liegi-Bastogne-Liegi

1922: ritirato